# NGC 4751
إن جي سي 4751 (بالألمانية: NGC 4751) التي يرمز لها بالرمز NGC 4751، هي مجرة، في كوكبة قنطورس.

## الاكتشاف
اكتشفت في 15 مارس 1836، بواسطة جون هيرشل.

## روابط خارجية
- NGC 4751 على موقع ويكي سكاي: DSS2, SDSS, GALEX, IRAS, Hydrogen α, X-Ray, Astrophoto, Sky Map, Articles and images